# Mandamento di Poviglio
Il mandamento di Poviglio era uno dei sei mandamenti in cui era suddiviso il circondario di Guastalla.

## Storia
Esso era classificato quale quinta area mandamentale del circondario guastallese ed era competente su Poviglio, Sorbolo a mane, Gattatico e Taneto, era altresì sede di Pretura. Questa, istituita in epoca ducale, fu attiva fino al 1923 avendo giurisdizione per i soli reati minori commessi nel territorio del mandamento il quale fu soppresso, al pari del circondario da cui dipendeva, dalla riforma dell'ordinamento amministrativo del 1927.